# Транслация (биология)
Транслацията е процес, при който нуклеотидната последователност на иРНК се използва като указание за подреждане и свързване на аминокиселините в полипептидна верига – синтеза на белтък.
В резултат на транскрипцията в клетката се синтезират трите основни типа РНК – иРНК, тРНК и рРНК. Клетката вече разполага с необходимите материали, за да осъществи презаписаната информация в синтезата на белтъци. Белтъчната биосинтеза (транслация) протича в цитозола с участието на най-многобройните клетъчни органели – рибозомите.
Подобно на репликацията и транскрипцията, транслацията е анаболитен процес, който протича по матричен принцип, има посока и изисква енергия. Ако сравним трите процеса, транслацията ще се окаже най-сложния от тях.

## Етапи на транслацията

### Започване на транслацията
През този етап настъпват две важни взаимодействия, в които участва тРНК. Структурата на тази молекула ѝ позволява да изпълни функцията на посредник. От една страна, всяка тРНК може да се свърже с точно определена аминокиселина, а от друга страна – да разпознае съответния ѝ кодон от иРНК. От точността, с която клетката осъществява тези две взаимодействия, зависи точността на белтъчната биосинтеза.
Свързването на аминокиселината със съответната ѝ тРНК изисква предварително активиране. Това се постига с участието на АТФ. Активираната аминокиселина се свързва ковалентно с тРНК с помощта на специфичен ензим. Така в цитозолата се получава набор от тРНК-и, „натоварени“ с аминокиселини. Междувременно иРНК разпознава определено място в малка рибозомна частица и се свързва с нея. Началното място, откъдето започва да се превежда информацията от иРНК, представлява точно определен кодон (начален кодон). Когато се образува комплексът малка рибозомна частица иРНК, към него се отправят натоварените тРНК-и. Първата тРНК, която има антикодон, съответен на началния кодон от иРНК, започва да го „търси“ и го „намира“. Така първата аминокиселина от синтезиращия се белтък вече е донесена до комплекса. В този момент към комплекса се присъединява голяма рибозомна частица. Първият етап от белтъчната синтеза е завършен.

### Удължаване на полипептидната верига
Вторият етап се състои в „довеждане“ на следващата аминокиселина, образуване на първата пептидна връзка между двете аминокиселини и последователно нарастване на полипептидната верига. В рибозомата има две места (нека ги наречем 1 и 2), в които могат да се свързват две тРНК и съответно присъединяват два кодона от иРНК. Рибозомата, която е типичен пример за надмолекулен комплекс, функциониращ като машина за синтеза, се придвижва бързо по дължината на иРНК и последователно в двете места попадат съответните им, натоварени с аминокиселини тРНК. Посоката на транслацията, както и на репликацията и транскрипцията, е от фосфатния (Ф) към хидроксилния (ОН) край на иРНК. Удължаването на белтъчната молекула се характеризира с няколко интересни момента. Когато двете аминокиселини застанат една до друга в рибозомата, те се свързват с пептидна връзка. Това взаимодействие е възможно по две причини: първо, аминокиселините са реактивоспособни, понеже са предварително активирани, и второ, самата рибозома съдържа ензим за взаимодействието. В този случай рибозомната РНК, от която е изградена голямата рибозомна частица, освен структурна, изпълнява и каталитична функция.
След като се образува първата пептидна връзка, втората тРНК остава свързана в място 2 и носи двете аминокиселини. Така в място 1 остава вече ненатоварена тРНК, която напуска рибозомата. Тогава поради движението на рибозомата, втората тРНК се премества в място 1. Така се освобождава място 2 и към него се отправя следващата тРНК, образува се следващата пептидна връзка. Всяка следваща тРНК остава в място 2, а предходната, освободена от товара си – в място 1, откъдето напуска рибозомата. След това тРНК от място 2 прескача на място 1 и процесът продължава.

### Завършване на белтъчната синтеза
След като рибозомата се придвижи по дължината на иРНК, тя достига до сигнал за завършване на синтетичния процес. Такъв сигнал са няколко кодона, за които няма тРНК, със съответни антикодони. Тези кодони са „безсмислени“ при четенето на информацията презаписана в иРНК. Така, като достигне до безсмислен кодон, рибозомата спира синтезата на дадения белтък, поставя се точка при превеждането на генетичната информация. Последната тРНК, която носи аминокиселина, приема останалата част от полипептидната верига и се прехвърля на място 1. Синтезираната полипептидна верига, както и ненатоварената вече последна тРНК се освобождават и напускат рибозомата. Към безсмисления кодон се свързва специален белтък, който пречи на евентуалното погрешно свързване на някоя тРНК. Този белтък е само един от многото белтъци, които участват в трите етапа на транслация, като подпомагат нейното протичане. След завършването, също с участието на специализирани белтъци, рибозомата се разделя на две рибозомни частици и процесът може да започне отначало. Синтезираната белтъчна молекула също има посока. За начало се приема аминокиселината със свободна амино (NH2-) група, а за край – аминокиселината със свободна карбоксилна (СООН) група.

## Крайни етапи на белтъчната биосинтеза
За да бъдат функционално активни, синтезираните белтъци трябва да достигнат характерната за всеки един от тях пространствена структура. И в тези процеси клетката проявява своята ефективност. Още докато даден белтък е свързан с рибозомата, синтезираният му вече край се нагъва в пространството. Той може да всъпва в различни взаимодействия, докато останалата му част се досинтезира. Това се обяснява с факта, че нагъването на белтъчната молекула е спонтанен процес, заложен в нейната аминокиселинна последователност.
Не всички белтъци могат да се нагъват в пространството. Някои сложни белтъци изискват подпомагане от специално предназначени за целта други белтъци.
Много белтъци, след като са синтезирани се подлагат на химична дообработка. Към новосинтезираните белтъчни молекули могат да се добавят нови химични групи, могат да се откъснат части от молекулата, могат да се добавят малки въглехидратни компоненти. Всички тези промени правят синтезирания белтък много приспособен към функциите, които са му определени.

## Белтъчна „смърт“
Синтезираните белтъци не „живеят“ вечно. Някои се повреждат, докато изпълняват функциите си. Други не достигат правилна пространствена организация. Трети са предназначени за много кратко съществуване. Във всички тези случаи клетката трябва да ги отстрани. С помощта на ензими тя разгражда ненужните белтъци до аминокиселини, които могат да се използват отново за синтезата на нови белтъци.